# ヘンリカ (小惑星)
ヘンリカ (826 Henrika) は小惑星帯に位置する小惑星である。ハイデルベルクのケーニッヒシュトゥール天文台でマックス・ヴォルフによって発見された。
名前の由来は不明である。